# 犹太左翼
犹太左翼是指认同或支持左翼或左翼自由主义的犹太人。欧洲、美国、澳大利亚、阿尔及利亚、伊拉克、埃塞俄比亚、南非和现代以色列的勞工運動、睦鄰運動、女性權利运动、反种族主义、反殖民主义、反法西斯主義、反资本主义、無政府主義、社会主义、马克思主义、反錫安主義支持者中都有犹太人的身影。